# 1956年メルボルンオリンピックのデンマーク選手団
1956年メルボルンオリンピックのデンマーク選手団（1956ねんメルボルンオリンピックのデンマークせんしゅだん）は、1956年11月22日から12月8日にかけてオーストラリアのメルボルンで開催された1956年メルボルンオリンピックのデンマーク選手団、およびその競技結果。

## メダル
| メダル | 選手名                                          | 競技       | 種目         |
| ------ | ----------------------------------------------- | ---------- | ------------ |
| 金     | パウル・エルブストローム                        | セーリング | フィン級     |
| 銀     | リス・ハルテル                                  | 馬術       | 馬場馬術個人 |
| 銀     | Ole Berntsen Christian von Bülow Cyril Andresen | セーリング | ドラゴン級   |
| 銅     | Tove Søby                                       | カヌー     | 女子K-1 500m |